# Калоянци
Калоянци е село в Южна България. То се намира в община Кърджали, област Кърджали.

## География
Село Калоянци се намира на 23 км югоизточно от гр. Кърджали и на 11 км от крепостта Перперикон в източните Родопи. До него се стига по шосе или с влак.

## История
За историята на селото се знаят малко неща. Точната дата на възникването на селото не е известна, но се предполага, че е възникнало в началото на XIX век.
Турското име на селото е Карабаслъ. Има легенда за това име. Преди доста години хората умирали масово от заразна болест (вероятно от чума). Това продължило много и затова нарекли селото Карабахтлъ – черна съдба и от там името се трансформирало в Карабаслъ. Починалите ги погребвали в гробове на югоизток от селото, които се намират на брега на язовир Студен кладенец и в последно време са постоянно под вода.
Джамията на селото според един надпис е на 115 години. На запад от селото има старо населено място, разровено от иманяри. Предполага се, че хората са дошли от там.
До 1912 г. селото е в границата на Османската империя. Имало и гранични постове близо до него.

## Население
Численост и дял на етническите групи според преброяването на населението през 2011 г.:
|                     | Численост | Дял (в %) |
| Общо                | 347       | 100,00    |
| Българи             | 4         | 1,15      |
| Турци               | 341       | 98,27     |
| Цигани              | 0         | 0,00      |
| Други               | 0         | 0,00      |
| Не се самоопределят | 0         | 0,00      |
| Неотговорили        | 2         | 0,57      |

## Културни и природни забележителности
Бази на Калоянци.
Разположени са на около 1 км на юг от с. Калоянци. Непосредствено близо до брега с неповторима гледка към язовир „Студен кладенец“ се намират:
1. Ресторант „Старите кметове“ – предлага специалитети от местни рибни дарове както и честване на празници и събития по оригинален начин с приготвяне на „чеверме“.
2. Хотел ресторант – нощувки и почивки, наемане на водни колела, лодки и рибарски принадлежности
3. Бунгала.